# Kamienica przy ul. Marszałkowskiej 58 w Warszawie
Kamienica przy ul. Marszałkowskiej 58 – budynek mieszkalny w Warszawie wzniesiony około 1875. Po 1904 rozbudowany został o oficyny. Według serwisu warszawa1939.pl nadbudowę kamienicy do wysokości sześciu pięter rozpoczęto prawdopodobnie w 1939, a ukończono jeszcze w trakcie II wojny światowej lub wkrótce po jej zakończeniu.
W 2003 kamienica została zreprywatyzowana na podstawie Dekretu Bieruta. Zameldowanych było w niej wówczas 177 osób.
24 lipca 2012 budynek został ujęty w gminnej ewidencji zabytków m.st. Warszawy.